# Kelisia parvula
Kelisia parvula är en insektsart som beskrevs av Ball 1902. Kelisia parvula ingår i släktet Kelisia och familjen sporrstritar. Inga underarter finns listade i Catalogue of Life.